# Кастелвенере
Кастелвѐнере (на италиански: Castelvenere; на неаполитански: R' Vienner', Ръ Виенъръ) е малко градче и община в Южна Италия, провинция Беневенто, регион Кампания. Разположено е на 119 m надморска височина. Населението на общината е 2562 души (към 2010 г.).